# CAST-128

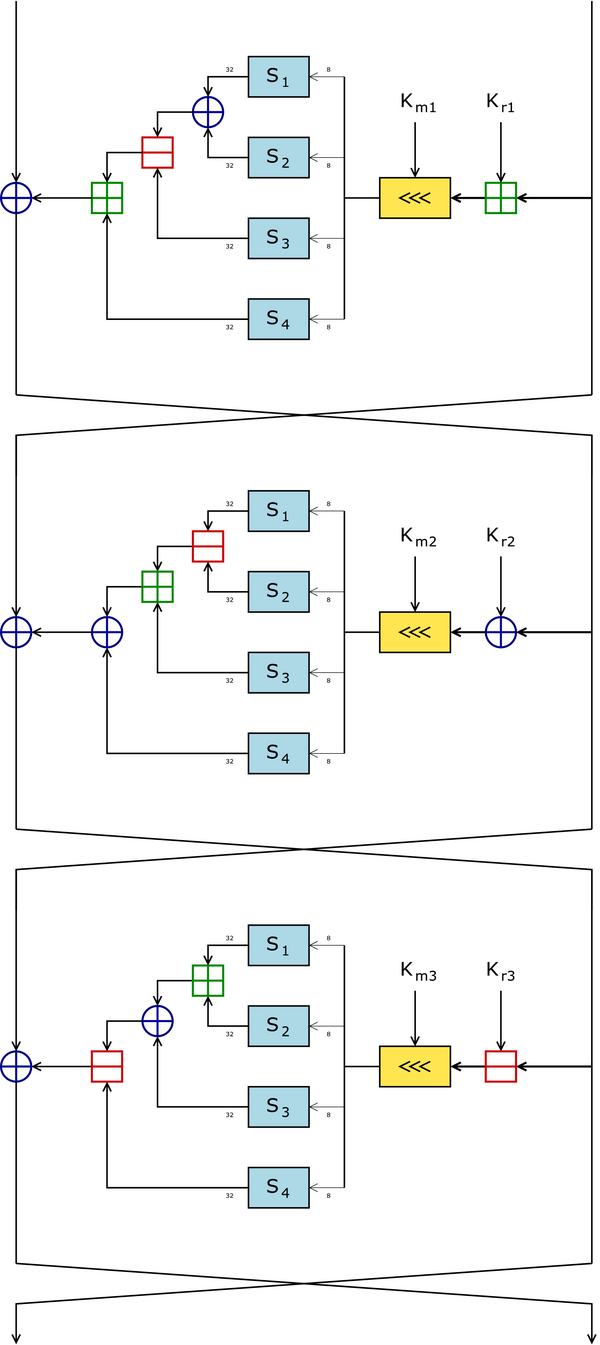
Three rounds of the CAST-128 block cipher

CAST-128（キャスト128）とは、1996年、Carlisle Adams、Stafford Tavaresらにより開発された64ビットブロック暗号である。鍵長は40ビットから128ビットの間の8の倍数である。CAST5ともいう。構造はFeistel構造である。
GnuPGやPGPなどで使われており、OpenSSLでも実装されている。
秘匿通信のために使用するアルゴリズムとして、ISO/IECによる暗号化アルゴリズムに関する国際標準規格であるISO/IEC 18033のPart3ブロック暗号に掲載されている。CASTの設計手続きはEntrust社が特許を取得しているが、CAST-128は商用か否かを問わず、世界中で利用可能である。
128ビットブロックに拡張したCAST-256は、AES候補の1つであった。